# Grote-Spouwen
Grand-Spauwen, en néerlandais Grote-Spouwen, est une section de la ville belge de Bilzen située en Région flamande dans la province de Limbourg. C'était une commune à part entière avant sa fusion avec Kleine-Spouwen et Rijkhoven pour former la nouvelle commune de Spouwen en 1971.
Le village est situé à neuf kilomètres au nord-est de Tongres.

## Évolution démographique
- Sources: INS, www.limburg.be et Ville de Bilzen